# سفارة رومانيا في بولندا
سفارة رومانيا في بولندا هي أرفع تمثيل دبلوماسي لدولة رومانيا لدى بولندا. تقع السفارة في وهي تهدف لتعزيز المصالح الرومانية في بولندا.

## وصلات خارجية
- الموقع الرسمي
- قائمة سفارات رومانيا
- قائمة السفارات في بولندا